# إرنست إي. وود
إرنست إي. وود (بالإنجليزية: Ernest E. Wood)‏ هو محامي وسياسي أمريكي، ولد في 24 أغسطس 1875 في الولايات المتحدة، وتوفي في 10 يناير 1952 في نفس البلد. حزبياً، نشط في الحزب الديمقراطي. وقد انتخب عضو مجلس النواب الأمريكي.